# Лапан
Лапа́н (фр. Lapan) — коммуна во Франции, находится в регионе Центр. Департамент — Шер. Входит в состав кантона Леве. Округ коммуны — Бурж.
Код INSEE коммуны — 18122.
Коммуна расположена приблизительно в 220 км к югу от Парижа, в 115 км южнее Орлеана, в 20 км к югу от Буржа.

## Население
Население коммуны на 2008 год составляло 152 человека.
| 1962 | 1968 | 1975 | 1982 | 1990 | 1999 | 2008 |
| ---- | ---- | ---- | ---- | ---- | ---- | ---- |
| 140  | 146  | 129  | 131  | 137  | 142  | 152  |

## Экономика

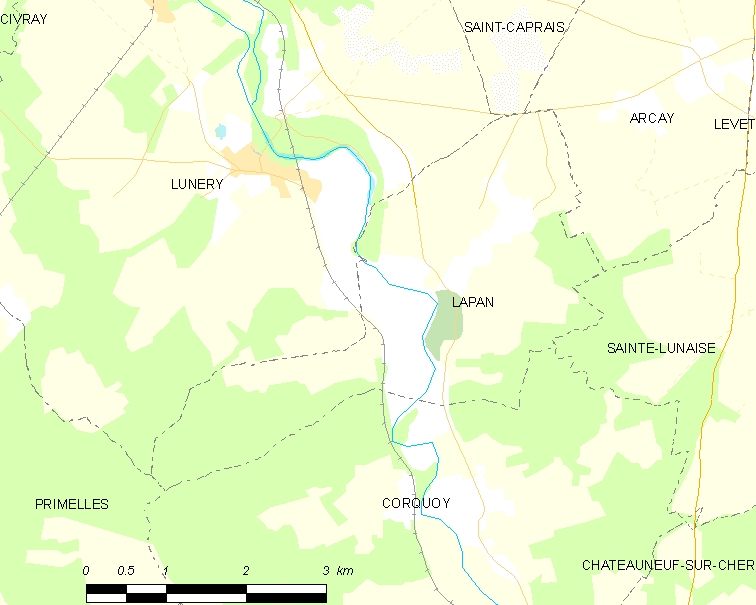
Карта коммуны

В 2007 году среди 106 человек в трудоспособном возрасте (15-64 лет) 76 были экономически активными, 30 — неактивными (показатель активности — 71,7 %, в 1999 году было 76,3 %). Из 76 активных работали 69 человек (36 мужчин и 33 женщины), безработных было 7 (4 мужчины и 3 женщины). Среди 30 неактивных 5 человек были учениками или студентами, 17 — пенсионерами, 8 были неактивными по другим причинам.

## Достопримечательности
- Церковь Сен-Капре (XII век)
- Замок Уэ (XVIII век)
- Водяная мельница